# مایکل انگلر
مایکل انگلر (انگلیسی: Michael Engler؛ زادهٔ ۱ ژانویهٔ ۱۹۵۳) کارگردان تلویزیونی و کارگردان نمایش اهل ایالات متحده آمریکا است.